# Jing Fu-szu
Jing Fu-szu (Ying Fusu) a Kína első  első császárának, Csin Si Huang-ti (Qin Shi Huangdi)nak legidősebb fia, a Csin (Qin)-dinasztia trónjának jogos örököse, aki apja halálát követően mégsem léphetett trónra, mert i. e. 210-ben a főminiszter, Li Sze (Li Si) és Csao Kao (Zhao Gao) öngyilkosságra kényszerítették.

## Élete
A nagy történetíró, Szi-ma Csien (Sima Qian) művében, A történetíró feljegyzéseiben csak keveset árul el a Csin (Qin)-dinasztia trónörökösének (kung-ce (gongzi) 公子), Fu-szu (Fusu)nak az életéről. Személye az apja, Csin Si Huang-ti (Qin Shi Huangdi) életrajzában bukkan fel. Innen lehet tudni, hogy amikor az első császár elrendelte a nagy könyvégetést és élve eltemettette a 460 tudóst, csak legidősebb fia, Fu-szu (Fusu) volt az egyetlen, aki ezért a tettéért figyelmeztetni merte:

„天下初定，遠方黔首未集，諸生皆誦法孔子，今上皆重法繩之，臣恐天下不安。唯上察之。

Az égalatti még éppen csak megbékíttetett, ám a távol lakó fekete fejűek (t. i. kínai alattvalók) még nem sereglettek (köréd). A mesterek mindegyikének példaképe Konfuciusz, s az ő igéit kántálják. Ám felség, ha te szigorú büntetésekkel sújtod őket most (emiatt), félek, hogy az égalatti sem marad békés tovább. Felség, vedd fontolóra szavaimat!”

Az első császár felháborodott Fu-szu (Fusu) kritikus hangvételű szavai miatt, és büntetésképpen a határvidékre, katonai szolgálatra vezényeltette. Így került Fu-szu (Fusu) a Sárga-folyó kanyarulatában, Ordosz vidékén található Sacsiu (Shaqiu)ba 沙丘, az ott állomásozó Meng Tien (Meng Tian) 蒙恬 tábornok seregébe. Meng Tien (Meng Tian) tábornok - akivel Fu-szu (Fusu) - szoros barátságba került - volt az, aki százezer fős seregével sikeresen visszaszorította északra a hunokat, majd pedig megszervezte és levezényelte a Nagy fal több mint 4 000 km-es szakaszának építési munkálatait.
Csin Si Huang-ti (Qin Shi Huangdi) i. e. 210. szeptember 10-én bekövetkezett halálakor Li Sze (Li Si) és Fu-szu (Fusu) öccsének Hu-haj (Huhai) nevelője, Csao Kao (Zhao Gao) 趙高 főeunuch mintegy hat héten át titokban tartva a császár halálát, meghamisították a végrendeletét, amely szerint legidősebb fia követte volna őt a trónon, majd a császár nevében és pecsétjével egy levelet hamisítottak, amelyben arról tájékoztatták Fu-szu (Fusu) és a császárt végtelen hűséggel szolgáló Meng Tien (Meng Tian) tábornokot, hogy bűneik miatt halált érdemelnek, s kegyesen megengedik a számukra, hogy önkezükkel vessenek véget életüknek (ce sze (ci si) 賜死). A császár parancsának engedelmeskedve Fu-szu (Fusu) azonnal végrehajtotta az öngyilkosságot. Ezt követően pedig Li Sze (Li Si) és Csao Kao (Zhao Gao) „Csin (Qin) második nemzedékéből való császár”, vagyis Csin Er Si Huang-ti (Qin Er Shi Huangdi) néven trónra ültették öccsét, Hu-haj (Huhai)t.